# Linderniella bolusii
Linderniella bolusii är en tvåhjärtbladig växtart som först beskrevs av William Philip Hiern, och fick sitt nu gällande namn av Fischer, Schäferhoff och Müller. Linderniella bolusii ingår i släktet Linderniella och familjen Linderniaceae. Inga underarter finns listade i Catalogue of Life.